# Pachylus chilensis
Pachylus chilensis is een hooiwagen uit de familie Gonyleptidae.